# Артьомов Микола Прокопович
Артьомов Микола Прокопович (нар. 9 вересня 1958) - професор, доктор технічних наук, завідувач кафедри оптимізації технологічних систем агропромислового виробництва Державного біотехнологічного університету.

## Біографія
Микола Прокопович народився 9 вересня 1958 року в селі Руська Лозова Дергачівського району Харківської області.
Протягом 1965-1975 років навчався у середній школі № 62 м. Харкова.
У листопаді 1976 року був призваний до Радянської Армії.
Протягом 1976-1977 років був курсантом навчальної військової частини 62632-П Прибалтійського військового округу.
Протягом 1977-1978 років проходив строкову слуюбу у військовій частині 61532 м. Хмельницький Прикарпатського військового округу.
У 1978 році Микола Прокопович став слухачем підготовчого відділення Харківського інституту механізації і електрифікації сільського господарства.
У 1979 році був зарахований на 1 курс Харківського інституту механізації і електрифікації сільського господарства.
У 1984 році Микола Прокопович був обраний на посаду звільненого секретаря комсомольського бюро факультету механізації сільського господарства Харківського інституту механізації і електрифікації сільського господарства.
У 1984 році був прийнятий на посаду асистента кафедри організації економіки сільського господарства Харківського інституту механізації і електрифікації сільського господарства.
У 1986 році брав участь у ліквідації наслідків аварії на Чорнобильській АЕС.
Протягом 1986-1989 років Микола Прокопович виконував функції заступника голови профспілкового комітету Харківського інституту механізації і електрифікації сільського господарства.
У 1989 році був обраний головою профспілкового комітету Харківського інституту механізації і електрифікації сільського господарства.
У 1997 році почав працювати за сумісництвом на посадах асмстента, старшого викладача, доцента кафедри тракторів і автомобілів Харківського державного технічного університету сільського господарства.
У 1999 році закінчив магістратуру за спеціальністю «Механізація сільського господарства» та отримав ступінь магістра.
Протягом 2001-2005 років Микола Прокопович був здобувачем кафедри тракторів і автомобілів Харківського державного технічного університету сільського господарства. В цей період був виконавцем Держбюджетної теми «Створення гнучких технологічних процесів механізованих робіт виробництва продукції рослинництва» на замовлення Міністерства аграрної політики України.
У 2006 році захистив дисертацію на тему «Підвищення стійкості руху орного агрегату при зміні технічних параметрів системи керування» та отримав науковий ступінь кандидата технічних наук.
У 2007 році Миколі Артьомову було присвоєно вчене звання доцента.
У 2008 році був обраний членом-кореспондентом Інженерної академії Україин.
Протягом 2010-2013 років був здобувачем наукового ступеня доктора наук очної докторантури Харківського національного технічного університету сільського господарства імені Петра Василенка.
У 2014 році захистив лисертацію «Динамічна стабільність мобільних сільськогосподарських агрегатів» та отримав науковий ступінь доктора технічних наук.
У 2015 році став академіком Інженерної академії України.
У 2016 році було присвоєно вчене звання професора кафедри тракторів і автомобілів.
З 2017  по 2021 роки Микола Артьомов [Архівовано 12 жовтня 2020 у Wayback Machine.] працював завідувачем кафедри оптимізації технологічних систем ім. Т. П. Євсюкова Харківський національний технічний університет сільського господарства імені Петра Василенка.
З 2021 року працює завідувачем кафедри оптимізації технологічних систем агропромислового виробництва Державного біотехнологічного університету.

## Праці
Артьомов Микола Прокопович автор понад 200 науково-методичних праць та статей, 4 монографії, 9 патентів, 4 підручника та навчальних посібника.

## Відзнаки та нагороди
- Грамота Міністерства аграрної політики України за впровадження нових технологій у навчально-виховний процес (2000);
- Знак «Відмінник аграрної освіти» ІІІ ступеня (2002);
- Подяка Міністерства аграрної політики України за спрямованість, системність і результативність виховної роботи (2004);
- Знак «Відмінник аграрної освіти» ІІ ступеня (2005);
- Подяка Міністерства Аграрної політики України за самовіддану працю та високий науково-методичний рівень виховної роботи (2007);
- Знак «Знак пошани» (2008);
- Нагрудний знак Федерації профспілок України «Профспілкова Відзнака» (2009);
- Почесна грамота Міністерства аграрної політики України (2010);
- Почесна грамота Федерації профспілок України (2011);
- Знак ХНТУСГ «За заслуги» (2013);
- Золота медаль «Кращий вітчизняний товар 2013 року» в номінації «Наука» за наукову розробку "Вимірювально-реєстраційний комплекс для випробування мобільних мащин" (2013);
- Подяка Міністерства освіти і науки України (2015):
- Грамота Міністерства освіти і науки України (2017);
- Подяка Харківського міського голови Г. А. Кернеса (2020)